# مقاطعة سفردلوفسك
أوبلاست سفردلوفسك هي إحدى الكيانات الفدرالية في روسيا. مركزها الإداري مدينة يكاترينبورغ.